# Cresson (Texas)
Cresson è un comune degli Stati Uniti d'America, situato nello stato del Texas, diviso tra la contea di Hood, la contea di Johnson e la contea di Parker.